# Ľubotice
Ľubotice (bis 1948 slowakisch „Kelemeš“; ungarisch Kellemes) ist eine Gemeinde in der Ostslowakei. Sie liegt im nördlichen Ausläufer des Kaschauer Beckens am Fuße der Slanské vrchy und wird vom Fluss Sekčov durchflossen. Das Stadtzentrum der Stadt Prešov liegt etwa 4 km westlich entfernt.

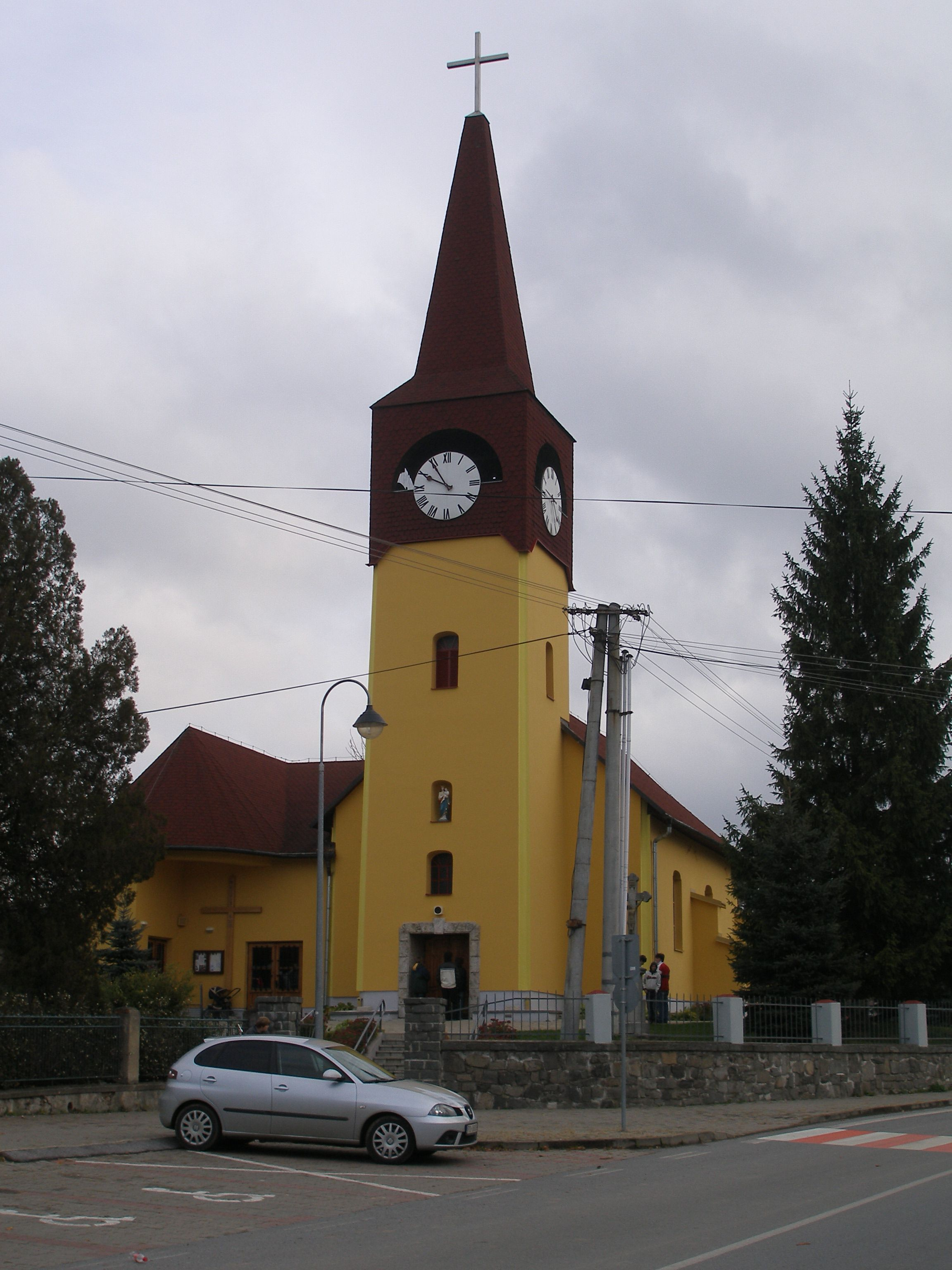
Kirche im Ort

Der Ort wurde zum ersten Mal 1285 als Kellemes erwähnt, 1948 wurde der Name aus nationalpolitischen Gründen in einen slawisch klingenden umgeändert. Der ursprüngliche Name soll im ungarischen Wort kellemes (dt. „angenehm“) seinen Ursprung haben, auf diesen nimmt auch der heutige Name, welcher sich von ľúby (= „lieblich“) ableitet. Von 1970 bis 1990 war sie ein Stadtteil der Stadt Prešov, 1990 wurde auch der heutige Gemeindeteil Šarišské Lúky, welcher ebenfalls seit 1970 nach Prešov eingemeindet war ein Teil der Gemeinde.
Zu den Sehenswürdigkeiten gehört die römisch-katholische Kirche Mariä Geburt aus dem Jahr 1806 und eine ehemalige Synagoge (1833) im Ortsteil Šarišské Lúky, die heute als ein griechisch-katholisches Tempel dient.
Durch den Ort verläuft die West-Ost-Staatsstraße I/18 und es gibt einen Bahnhof (im Ortsteil Šarišské Lúky) an der Bahnstrecke Strážske–Prešov.

## Bevölkerung
| Jahr                | 1994 | 2004     | 2014     | 2024     |
| ------------------- | ---- | -------- | -------- | -------- |
| Anzahl der Personen | 2225 | 2783     | 3200     | 4103     |
| Unterschied         |      | +25,07 % | +14,98 % | +28,21 % |

| Jahr                | 2023 | 2024    |
| ------------------- | ---- | ------- |
| Anzahl der Personen | 3974 | 4103    |
| Unterschied         |      | +3,24 % |